# انار (کرمان)
اَنار شهری است تاریخی که مرکز شهرستان انار است و در شمال غربی استان کرمان قرار گرفته است. این شهر در بین جاده یزد - رفسنجان و بر سر دوراه تهران - بندرعباس و تهران - کرمان قرار گرفته است.

## جمعیت
جمعیت شهر انار بر اساس آخرین سرشماری رسمی انجام شده در کشور در سال ۱۳۹۵ خورشیدی، ۱۵٬۵۳۲ نفر بوده است.

## پیشینه تاریخی
قدمت انار بر اساس آثار باستانی موجود به قبل از دوره اسلام می‌رسد.
نام اول این شهر آبان (aban) بوده که اکثر جغرافیدانان قرون سوم و چهارم هجری، این شهر را با همین نام در کتب خود ذکر کرده‌اند که در این زمینه در کتاب سرزمین‌های خلافت شرقی تألیف لستریج صفحه ۳۰۷ (ترجمه محمود عرفان) چنین ذکر شده‌است:
در ۱۴۵ کیلومتر  شهرستان یزد نیمه راه یزد شهربابک، شهر انار قرار گرفته‌است که در جهت خاوری ۱۰۰ کیلومتر  تا بهرام آباد (رفسنجان امروزی) فاصله دارد. اکنون انار و رفسنجان  از توابع استان  کرمان هستند ولی این شهر  در قرون وسطی از توابع فارس بوده‌است و آن را ولایت روذان (rozan) می‌نامیدند.

سه شهر مهم ولایت عبارت بودند از:
- اَبان
- اَذَکان محل آن نامشخص است

امامزاده محمد صالح

- اناس (ONAS) که حوالی بهرام آباد (رفسنجان فعلی) می‌باشد.

## آب و هوا و اقلیم
آب و هوای شهر انار در تابستان‌ها گرم و در زمستان‌ها سرد است. شهر انار در اقلیم کویری قرار گرفته است و شهر انار در مقایسه با شهرهای مجاور خود، معمولاً خنک تر از شهر یزد و گرم تر از شهربابک است.

## وجه تسمیه
نام انار بیشتر از عهد صفویه رایج شد در اکثر کتب تاریخی مثل المسالک و الممالک، احسن النفاسیم فی معرفت اقلیم‌های ذکر شده و در مورد چگونگی تبدیل آبان به انار در کتب تاریخی مطالبی وجود ندارد.
مردم انار خود را از چند طایفه می‌دانند.
- بومی یا فارسی
- طایفه عرب
- طایفه جدیدی
- طایفه سادات

## پارک‌ها و بوستان‌ها
شهر انار با وجود قرارگیری در اقلیم کویری از سرانه فضای سبز خوبی برخوردار است و چند پارک و بوستان با فضای سبز مناسب در این شهر قرار دارد.
- پارک باغ ملی
- پارک ساحلی
- بوستان پسته
- پارک بانوان
- بوستان آبان
- پارک ملت
- بوستان ریتون
- بوستان اقاقیا
- بوستان چاپارخانه محله پایین
- بوستان سبحان

## موقعیت جغرافیایی
شهر انار  در ۳۰ درجه و ۵۳ دقیقه عرض شمالی و ۵۵ و ۱۸ دقیقه طول شرقی واقع شده‌است.
این شهر در بین جاده یزد - رفسنجان و بر سر دوراه تهران - بندرعباس و تهران - کرمان قرار گرفته و به علت همین وضعیت از موقعیت نسبی ویژه‌ای برخوردار است.

## اماکن تاریخی
- ارگ انار
- یخدان
- بادگیرمهدوی
- بقعه امامزاده محمد صالح
- خانه ابوالحسن‌خانی
- کاروانسرای شاه عباسی
- مرقد شهید مدافع حرم سردار علی نجفی

غروب در انار

نمای شهر انار از داخل قلعه

دریاچه نمک

## مراکز علمی و آموزشی شاخص
- حوزه علمیه انار[۳]
- دانشگاه پیام نورمرکز انار[۴]
- دانشگاه آزاد اسلامی واحد انار[۵]